# Internationale Filmfestspiele Berlin 1952
Die Internationalen Filmfestspiele Berlin 1952 fanden vom 12. bis 25. Juni 1952 statt.

## Zusammenfassung
Die erste Berlinale war erfolgreich beendet, da stand das neue Festival auch schon vor dem Aus. Die FIAPF, der Verband der internationalen Filmproduzenten, beschloss am 4. September 1951, dass es nur ein einziges Filmfestival mit einem internationalen Wettbewerb geben solle. Nur im Hinblick auf die Tradition der Festivals in Cannes und Venedig durften beide weiterhin einen Wettbewerb mit internationaler Jury durchführen. Ansonsten wurden die Mitgliedsproduzenten aufgefordert nicht an weiteren Festivals teilzunehmen, die einen Wettbewerb durchführten. Von der Berlinale verlangte die FIAPF, keine Jury mehr einzusetzen und keine Preise mehr zu vergeben (wie es auf der Berlinale 1951 noch geschehen war, ohne Zustimmung der FIAPF). Die Berlinale fand aus dem Dilemma heraus, indem sie die Gewinner der Goldenen Bären durch Publikumswahl festlegte.
1952 gab es den ersten Berlinale-Skandal: Orson Welles’ Othello-Verfilmung wäre gewiss einer der Höhepunkte des Festivals geworden, wenn es im Arbeitsausschuss der Festspiele nicht einen Streit gegeben hätte um eine zwei Jahre zurückliegende Kritik des Regisseurs an der Situation im Nachkriegsdeutschland, die Ausschussmitglieder „anti-deutsch“ nannten. Die Einladung von Othello wurde verhindert; als der Film doch noch verspätet zum Festival gebeten wurde, lehnte Welles ab.
Prominentester Gast der Berlinale war Billy Wilder. Siegerfilm wurde Sie tanzte nur einen Sommer (Hon dansade en sommar) von Arne Mattsson, in dem eine Nacktszene Furore machte. Weder Jean Renoirs Der Strom (The River) noch Akira Kurosawas Rashomon – Das Lustwäldchen und Vittorio De Sicas Das Wunder von Mailand (Miracolo a Milano) konnten bei der Publikumswahl einen der drei Preise gewinnen.

## Wettbewerb
Der Siegerfilm ist orange unterlegt.
| Filmtitel                        | Originaltitel            | Regisseur        | Produktionsland         | Darsteller (Auswahl)                              |
| Chefarzt Dr. Delius              | Un grand patron          | Yves Ciampi      | Frankreich              | Pierre Fresnay, Renée Devillers, Marcel André     |
| Denn sie sollen getröstet werden | Cry, the Beloved Country | Zoltan Korda     | Großbritannien          | Sidney Poitier, Joyce Carey, Canada Lee           |
| Ehefrau für eine Nacht           | Moglie per una notte     | Mario Camerini   | Italien                 | Gino Cervi, Gina Lollobrigida, Nadia Gray         |
| Fanfan, der Husar                | Fanfan la Tulipe         | Christian-Jaque  | Italien, Frankreich     | Gérard Philipe, Gina Lollobrigida, Marcel Herrand |
| Rashomon – Das Lustwäldchen      | Rashômon                 | Akira Kurosawa   | Japan                   | Toshirō Mifune, Machiko Kyō, Masayuki Mori        |
| Sie tanzte nur einen Sommer      | Hon dansade en sommar    | Arne Mattsson    | Schweden                | Ulla Jacobsson, Edvin Adolphson, John Elfström    |
| Der Strom                        | The River                | Jean Renoir      | Frankreich, Indien, USA | Nora Swinburne, Esmond Knight, Arthur Shields     |
| Unter den tausend Laternen       |                          | Erich Engel      | Deutschland, Frankreich | Michel Auclair, Gisela Trowe, Inge Meysel         |
| Das Wunder von Mailand           | Miracolo a Milano        | Vittorio De Sica | Italien                 | Emma Gramatica, Francesco Golisano, Paolo Stoppa  |

## Preisträger
Goldener Bär
- Sie tanzte nur einen Sommer (Hon dansade en sommer)

Silberner Bär
- Fanfan, der Husar (Fanfan la Tulipe)

Bronzener Bär
- Denn sie sollen getröstet werden (Cry, the Beloved Country)